# Энтро
Энтро́ (фр. Introd) — коммуна в Италии, располагается в автономном регионе Валле-д’Аоста.
Население составляет 608 человек (2008 г.), плотность населения составляет 29 чел./км². Занимает площадь 20 км². Почтовый индекс — 11010. Телефонный код — 0165.
Покровителем коммуны почитается святой апостол Павел, празднование 25 января.

## Демография
Динамика населения:

## Галерея

Панорама
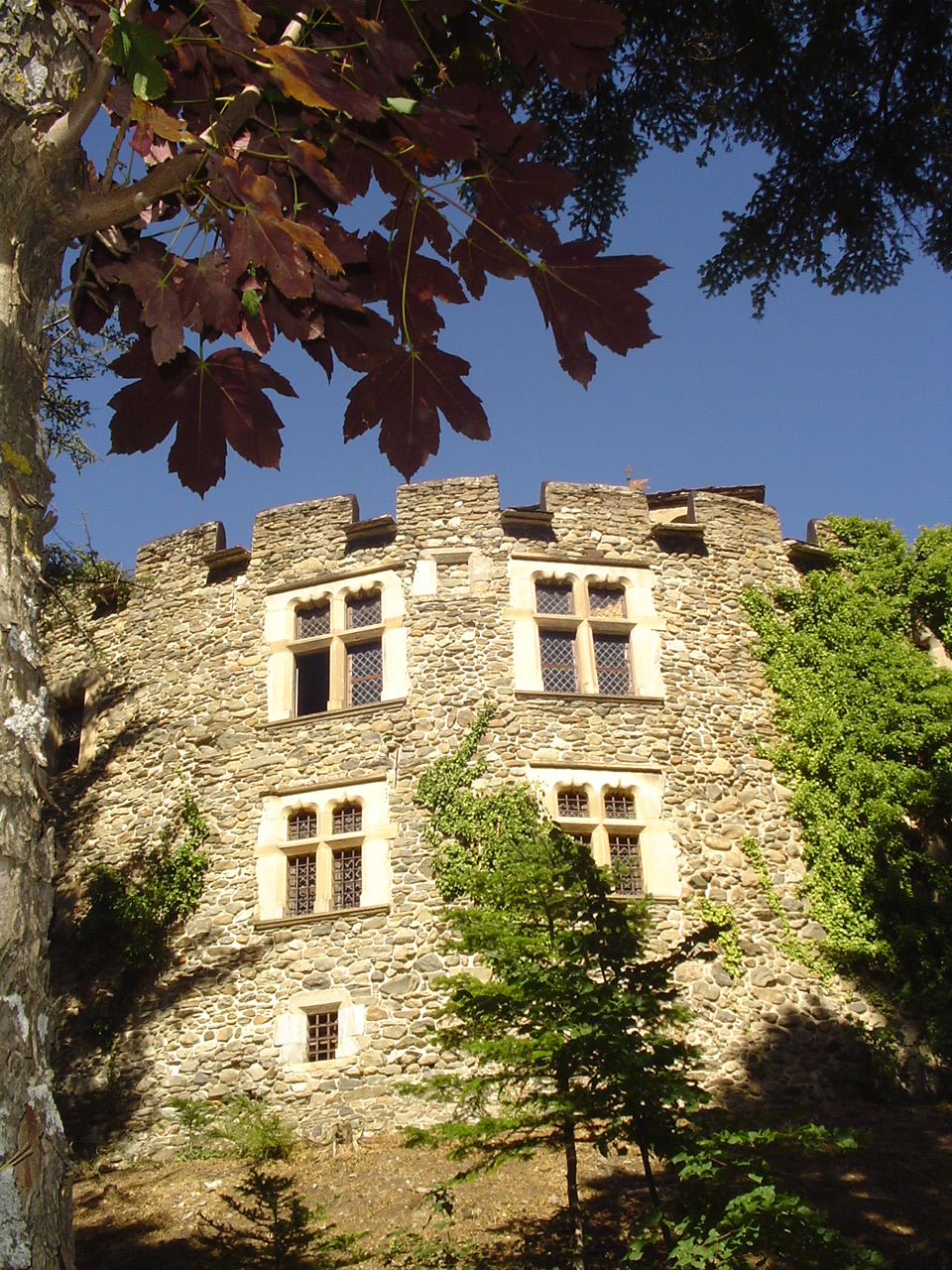
Энтроский замок
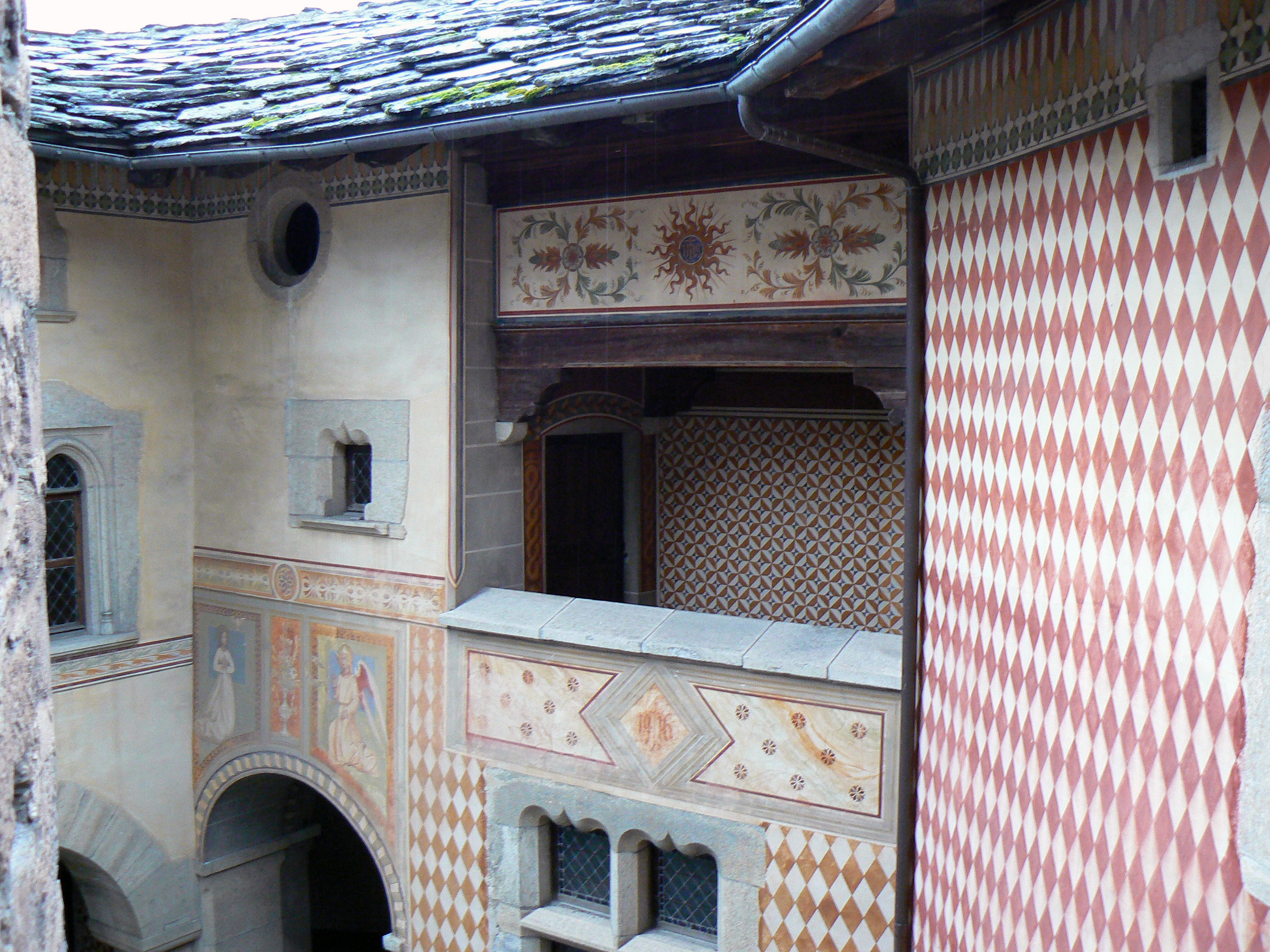
Детали украшений замка
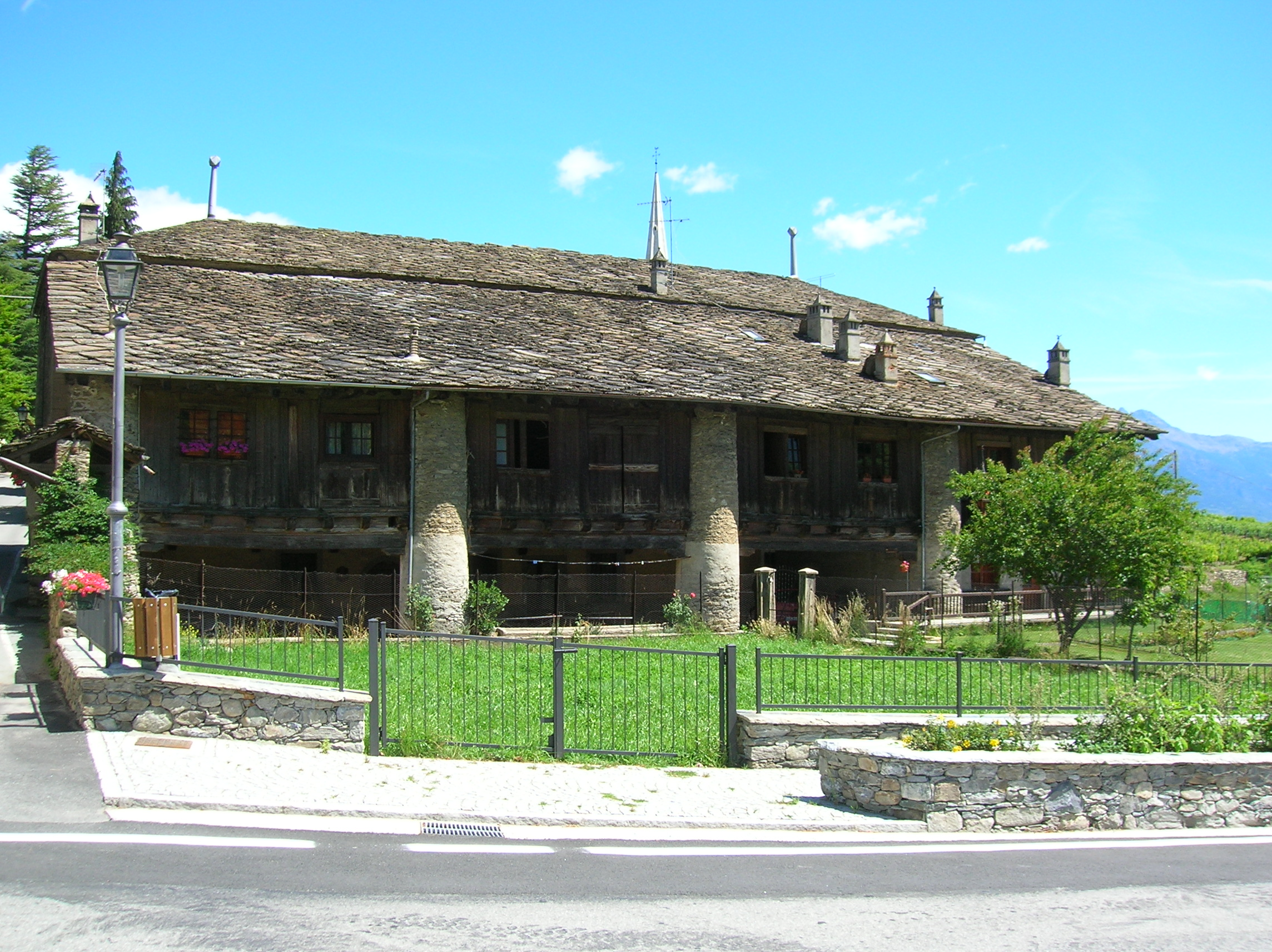
Амбар L'Ôla
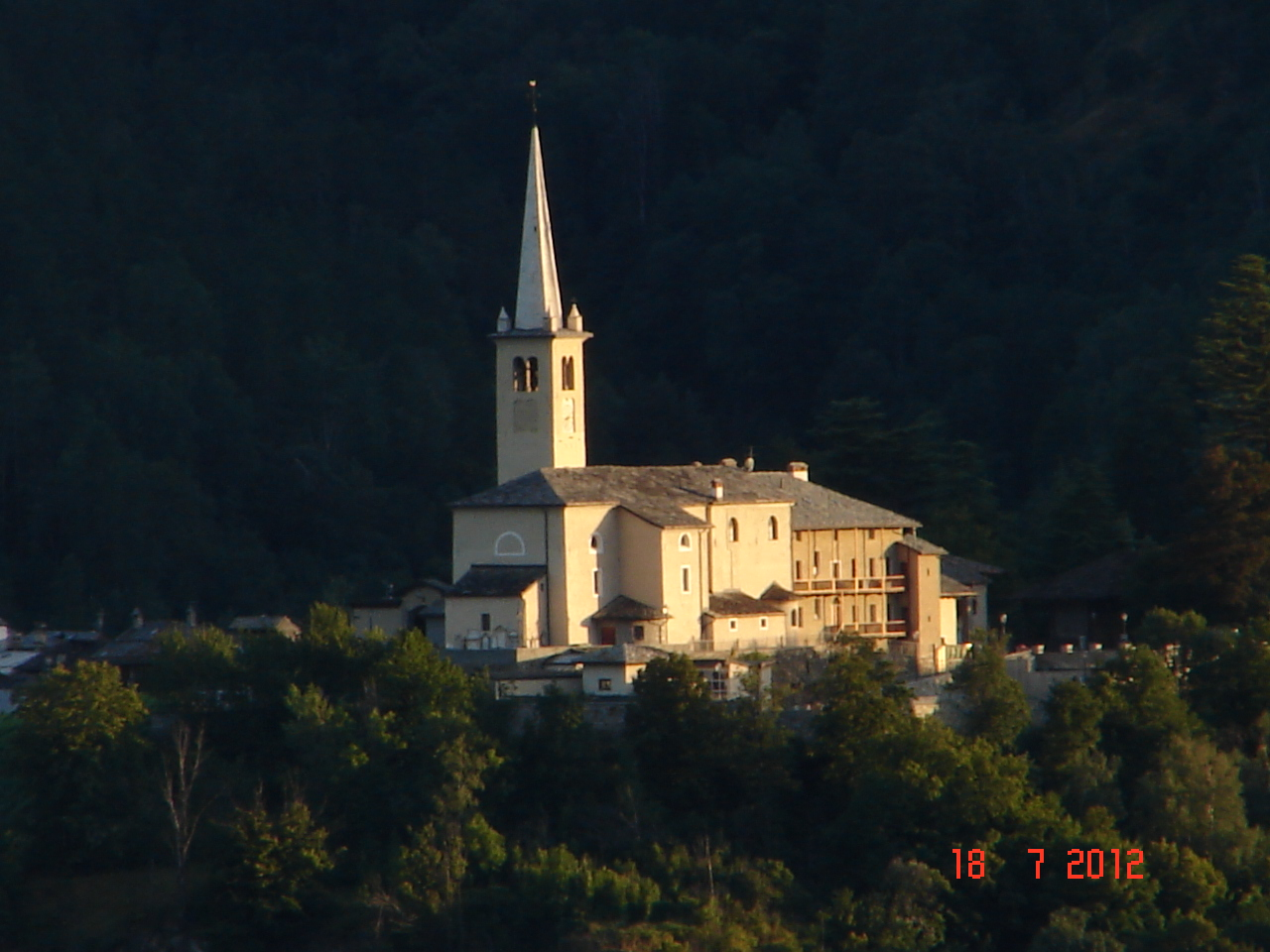
Храм на закате
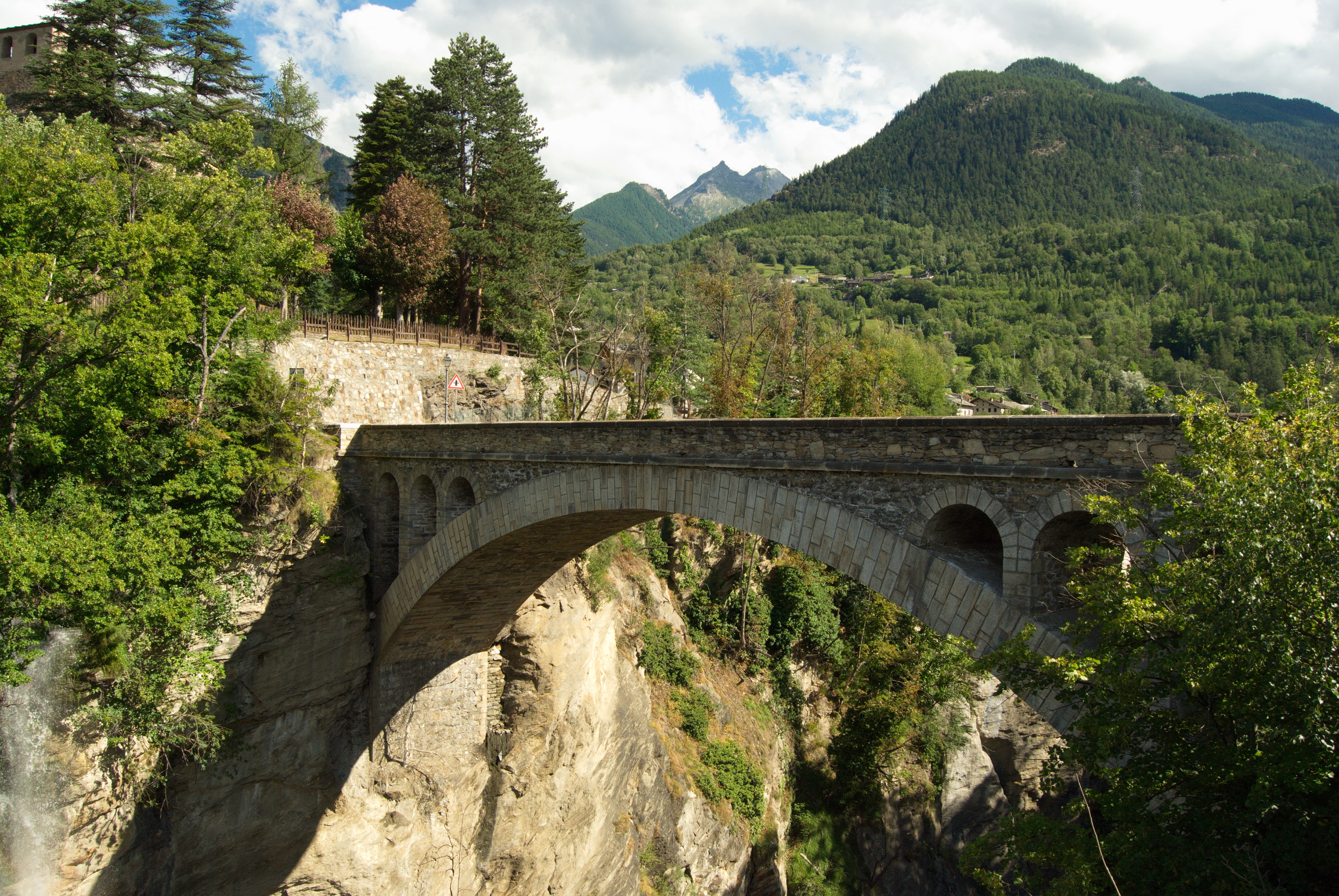
Мост (1916)
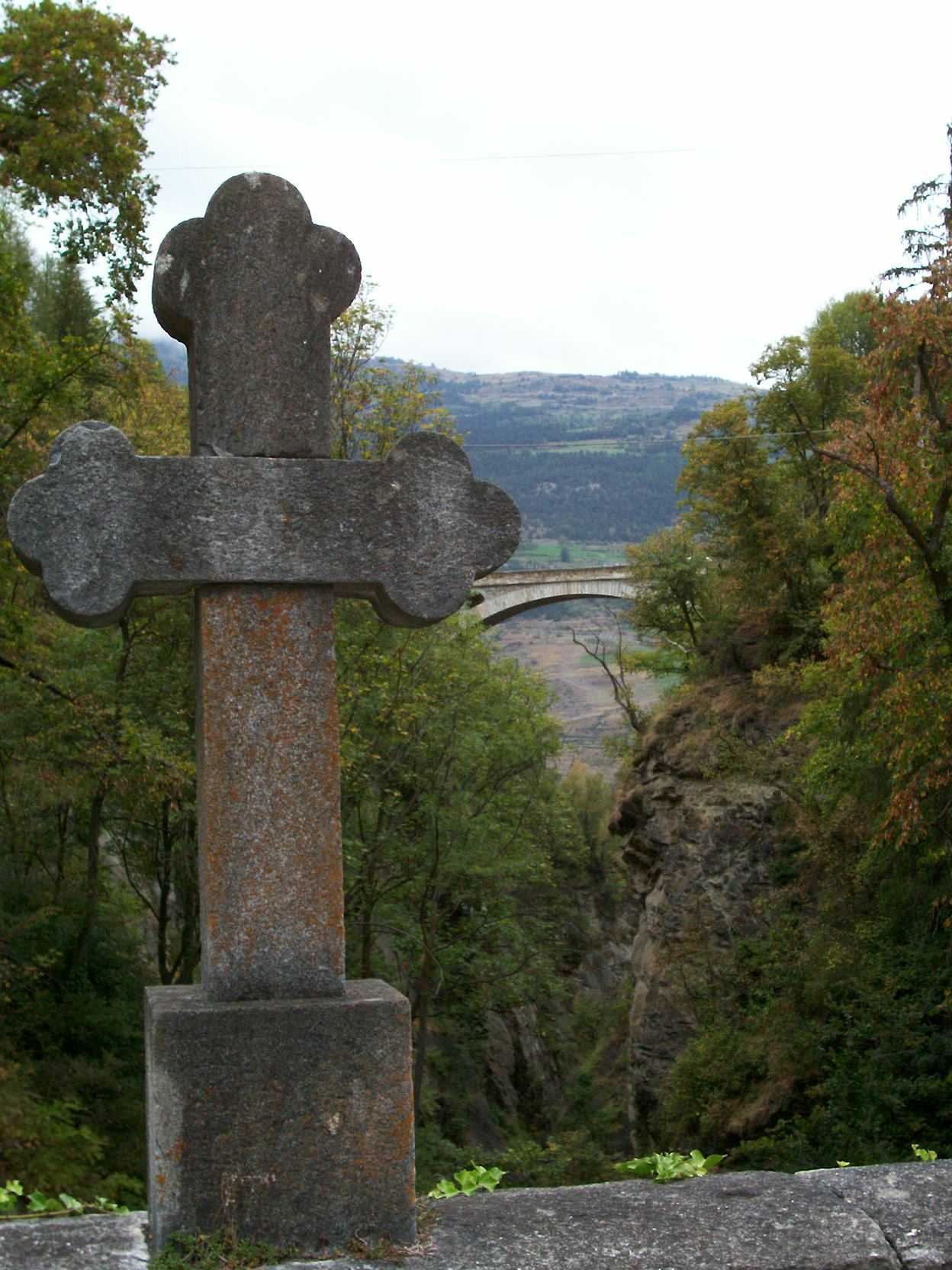
Крест по пути к мосту
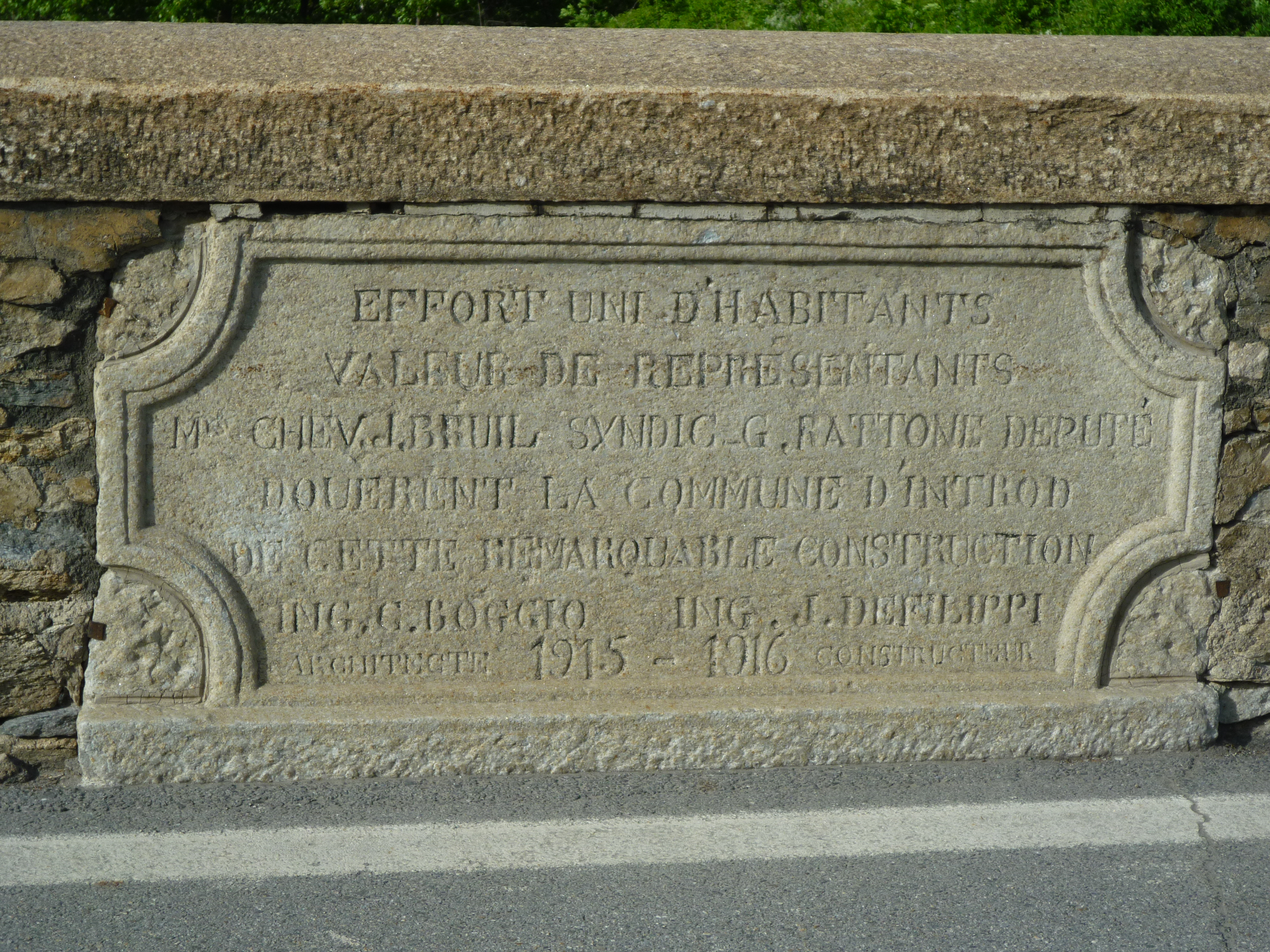
Надпись на мосту через поток Савара в память его постройке